# Yellow Flicker Beat
Yellow Flicker Beat è un singolo della cantante neozelandese Lorde, pubblicato il 29 settembre 2014 primo estratto dalla colonna sonora del film Hunger Games: Il canto della rivolta - Parte 1.
Il brano, scritto da Lorde insieme al connazionale Joel Little, ha ricevuto una candidatura come miglior canzone originale nell'ambito dei Golden Globe 2015.

## Antefatti e pubblicazione
Il 31 luglio 2014 è stato annunciato per la prima volta che Lorde avrebbe registrato una canzone per la colonna sonora del film Hunger Games: Il canto della rivolta - Parte 1, mentre il 23 settembre successivo la cantante in persona ha rivelato il titolo del brano, appunto Yellow Flicker Beat, e la sua data di pubblicazione, fissata per il 29 settembre dello stesso anno.
Yellow Flicker Beat è stato registrato ai The Lakehouse Recording Studios di Asbury Park, New Jersey, tra il 28 e il 29 agosto 2014 e prodotto da Paul Epworth in collaborazione con Joel Little. La progettazione è stata invece affidata a Matt Wiggins, in quel momento in pausa dal lavoro condotto con il noto gruppo musicale degli U2, ed Erik Kase Romero.
Difatti, il 29 settembre 2014 Yellow Flicker Beat è stato pubblicato globalmente sotto forma di download digitale. A partire dallo stesso giorno, il brano è stato inviato alle stazioni radiofoniche italiane e statunitensi.

## Video musicale
Il videoclip ufficiale di Yellow Flicker Beat è stato diretto da Emily Kai Bock e pubblicato il 7 novembre 2014 attraverso il canale Vevo di Lorde, in occasione del suo diciottesimo compleanno.
Zach Dionne di Billboard si è complimentato per la scelta stilistica del video, definendolo «eccezionale.» Jon Blistein di Rolling Stone ha invece rilevato che il videoclip ha avuto poco a che fare con il concetto Hunger Games; tuttavia, è stato capace di catturare «l'alienazione che alimenta Katniss.» Allo stesso modo, Andrew Untergerger di Spin ha scritto che la clip è stata «deludente [perché] non c'è alcun reale collegamento con Hunger Games», ma ne ha elogiato la sua produzione complessiva di tipo cinematografico. Abby Devora di MTV News ha notato un netto cambiamento estetico rispetto ai video precedenti che rifletterebbe un percorso di maturazione personale dell'artista.

## Promozione
Lorde ha eseguito per la prima volta Yellow Flicker Beat dal vivo il 2 ottobre 2014 presso l'Hearst Greek Theatre di Berkeley, in California. Sempre nello stesso mese, il brano è stato incluso nella scaletta presentata dalla cantante nell'ambito dell'Austin City Limits Music Festival.
Lorde ha poi presentato il brano durante la cerimonia annuale degli American Music Award il 23 novembre successivo. Quest'ultima esibizione è stata particolarmente apprezzata dalla critica, che l'ha più volte definita come uno dei momenti più belli della serata.

## Versione con Kanye West
Lorde e il rapper statunitense Kanye West hanno prodotto, in uno studio di registrazione situato a Malibù, una seconda versione del brano intitolata Flicker (Kanye West Rework). Essa venne inclusa anche nella colonna sonora del film Hunger Games: Il canto della rivolta - Parte 1. La traccia è stata resa disponibile per l'acquisto l'11 novembre 2014 ottenendola con il pre-ordine della colonna sonora. Parlando della collaborazione con West, Lorde ha commentato: «È così privato che mi sento strana a parlare di come produce la roba. Mi sento fortunata anche di stare in una stanza con lui.» La produzione della traccia, che tuttavia non presenta la voce del rapper, secondo taluni critici, ricorda l'album di West Yeezus. Emilee Lindner da MTV News ha ritenuto che la rielaborazione del brano «faccia accapponare la pelle in un modo epico.»

## Tracce
Download digitale
1. Yellow Flicker Beat – 3:52 (Ella Yelich-O'Connor, Joel Little)

## Classifiche
| Classifica (2014) | Posizione massima |
| ----------------- | ----------------- |
| Australia         | 25                |
| Canada            | 21                |
| Germania          | 38                |
| Nuova Zelanda     | 4                 |
| Regno Unito       | 71                |
| Stati Uniti       | 34                |
| Svizzera          | 27                |

### Classifiche di fine anno
| Classifica (2014) | Posizione massima |
| ----------------- | ----------------- |
| Nuova Zelanda     | 48                |